# Stampede Wrestling
Pour les articles homonymes, voir Stampede.
Stampede Wrestling est une fédération de catch canadienne basée à Calgary en Alberta qui pendant des décennies a produit une série de shows télévisés hebdomadaires et considérée comme le précurseur de ce qu'est aujourd'hui la World Wrestling Entertainment.

## Histoire
Stampede Wrestling était dirigée par Stu Hart entre 1948 et 1984. Stampede, un membre de la National Wrestling Alliance jusqu'en 1982, était acquis par la World Wrestling Federation en 1984, qui prenait les meilleurs talents de la fédération et développait à travers la fédération majeure qu'elle est aujourd'hui. La fédération était rouverte le 2 avril 1999 par Bruce et Ross Hart.
Stampede Wrestling était la base d'un programme hebdomadaire à Calgary montrant une grande partie des catcheurs les plus populaires de la fédération. Dirigé par Ed Whalen pendant une large partie de la période, de 1957 à 1989, le show était diffusé à travers le monde et continue même à être diffusé dans certains pays. Au moment où la Stampede revivait en 1999, un second show télé Stampede Wrestling était lancé, mais en durait pas longtemps et Whalen n'était pas impliqué.
La WWE contrôle actuellement la librairie d'images de la Stampede, sauf ceux sur Bret « Hitman » Hart, des droits que Hart a conservé, et ceux de Owen Hart, qui sont détenus par la femme de Owen Martha Hart.
Début 2007, la Stampede Wrestling perdait son terrain la Ogden Legion qui était sa base durant de nombreuses années. La fédération étant incapable de trouver un nouvel endroit pour se produire, beaucoup de gens ont perdu la foi envers l'organisation. En avril 2008 tous les titres ont été retirés et la compagnie à cesser de produire des shows depuis 2009, on peut la considérer comme éteinte bien qu'aucune annonce n'a été faite.

### Le Dongeon
La Stampede Wrestling était connue pour « Le Dongeon », une école de catch située à Calgary dans la maison familiale des Hart. L'école a entraîné un grand nombre de catcheurs passés à la World Championship Wrestling, Extreme Championship Wrestling, et World Wrestling Entertainment comme les frères Hart, Chris Benoit et Chris Jericho.

## Championnats
| Championnat(s),                                            | Création Premier champion                     | Dernier champion                                            | Notes |
| ---------------------------------------------------------- | --------------------------------------------- | ----------------------------------------------------------- | --- |
| Stampede North American Heavyweight Championship           | 28 février 1968 Archie Gouldie                | 14 décembre 2007 Randy Myers                                | [ 3 ] |
| Stampede British Commonwealth Mid-Heavyweight Championship | Juillet 1978 Dynamite Kid                     | 14 décembre 2007 Gama Singh, Jr.                            | [ 4 ] |
| Stampede Women's Pacific Championship                      | 17 juin 2005 Nattie Neidhart                  | 21 mars 2006 Belle Lovitz                                   | [ 5 ] |
| NWA Canadian Heavyweight Championship (Calgary version)    | 1er novembre 1946 Al Mills                    | 1972 Dave Ruhl                                              | [ 6 ] |
| NWA Canadian Tag Team Championship (Calgary version)       | 1954 George Scott et Sandy Scott              | 12 mai 1959 Mad Dog Vachon & Butcher Vachon                 | Le titre par équipe était remplacé par le NWA International Tag-Team Championship (Calgary version) plus tard connu sous le nom Stampede International Tag Team Championship. |
| Stampede International Tag Team Championship               | 1er novembre 1958 George Scott et Sandy Scott | 16 novembre 2007 Funky Bunch (Mark Avery et Phoenix Taylor) | [ 8 ] |
| Stampede World Mid-Heavyweight Championship                | 1979 Dick Steinborn                           | 26 février 1983 Dynamite Kid                                | [ 9 ] |
| Stampede Pacific Heavyweight Championship                  | Mai 1995 Greg Pawluk                          | 27 juin 2001 Michael Modest                                 | [ 10 ] |
| IWA World Women's Championship                             | Décembre 1987 Rhonda Singh                    | 20 janvier 1997 Kyoko Inoue                                 | En 1989 le titre était promu à la All Japan Women's Pro-Wrestling. |

## Employés

### Catcheurs
- Alex Plexis
- Belle Lovitz
- Brady Roberts
- Brandon VanDanielson
- Carrot Adams
- Chris Steele
- Chucky Blaze
- Commissioner Duke Durrango
- Deryck Cross
- Dusty Adonis
- Gama Singh Jr
- Jimmy T
- Marky Mark
- Michael Avery
- Pete Wilson
- Phoenix Taylor
- Raj Singh
- Ravenous Randy
- Retch Worthington
- Scotty Putty
- Superfly Dan
- T-Bone
- Teddy Hart

### Anciens catcheurs
- Apocalypse
- Nattie Neidhart
- T.J. Wilson

### Temple de la renommée
Le Temple de la renommée de la Stampede Wrestling présente les catcheurs ou autres personnes ayant travaillé à la fédération depuis sa création en 1948.
- Stu Hart
- Lou Thesz
- Pat McGill
- Dr. Bill Miller
- Earl McCready
- Édouard Carpentier
- Czaya Nandor
- Johnny Valentine
- Archie Gouldie
- Tiger Joe Tomasso
- Geoff Portz
- Les Thornton]
- Leo Burke
- Harley Race
- Little Beaver
- Alexander Scott
- Dynamite Kid
- Bruce Hart
- « Flyin' » Brian Pillman
- Jim Neidhart
- Hiroshi Hase
- Jack Taylor (Canadian wrestler) (en)
- Jim « Riot Call » Wright
- Sky Hi Lee
- Whipper Billy Watson
- Pat O'Connor
- Gorgeous George
- Waldo Von Erich
- « Crusher » Stan Stasiak
- George Gordienko
- Angelo Mosca
- Kendo Nagasaki
- Dan Kroffat
- Dory Funk, Jr.
- André the Giant
- Fabulous Moolah
- Cedrick Hathaway
- Davey Boy Smith
- Bret Hart
- Chris Benoit
- Duke Myers
- « Lethal » Larry Cameron
- Al « Mr Murder » Mills
- Rube Wright
- Luther Lindsay
- Chief Thunderbird
- Ilio DiPaolo
- Argentina Rocca
- Tex McKenzie
- Don Leo Jonathan
- Dave Ruhl
- Billy Robinson
- Tor Kamata
- Mr Hito
- Terry Funk
- Sky Low Low
- Penny Banner
- J.R. Foley
- Keith Hart
- Owen Hart
- « Dr D » David Schulz
- Kerry Brown
- Dino Ventura